# T2101V

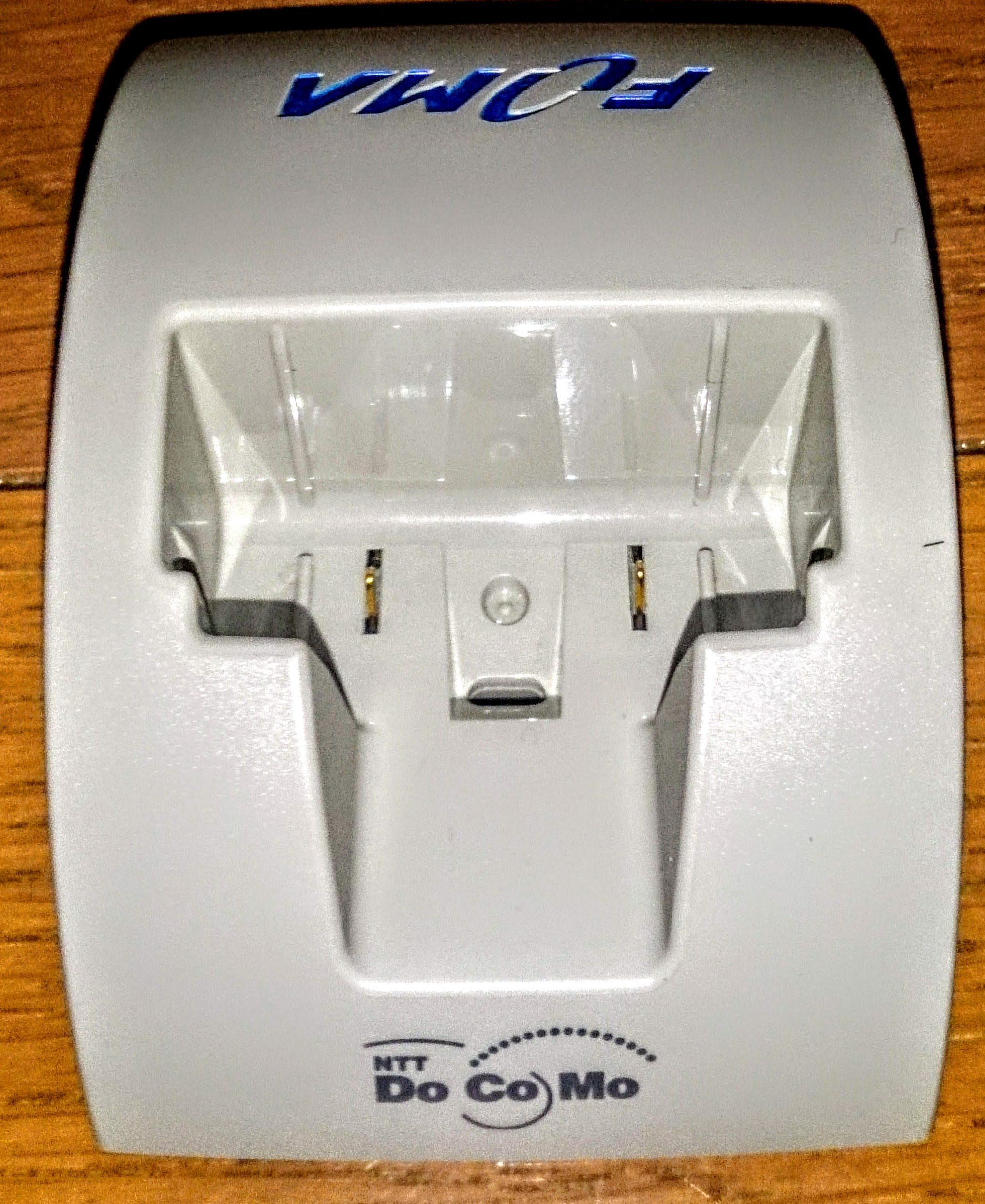
卓上ホルダ

FOMA T2101V（フォーマ・ティー に いち ぜろ いち ブイ）は、東芝によって開発された、NTTドコモの第三世代携帯電話 (FOMA) 端末製品である。

## 概要
「持って楽しいコンパクトな動画像通信の携帯電話を目指して」をキャッチフレーズに開発された。2101Vシリーズとしては最後発に当たり、先発機種での弱点が相当改善されている。
東芝は1998年のTS206以来4年ぶりの供給だったが、この端末以降NTTドコモへは、2009年5月にT-01Aが発表されるまで端末を供給していなかった。その上T-01Aやその後継機のT-01Bはiモード非対応のスマートフォンで、さらに東芝の携帯電話事業が2010年10月に富士通の子会社である富士通東芝モバイルコミュニケーションズに移管されたため、同社として最初で最後のiモード端末となっている。また、SO902iやD702i発売まで、長らくFOMA唯一のストレートタイプであった。
サブカメラは搭載していないが、メインカメラが回転式なのでこれを手前に向ければ自分撮りは可能である。
電池パックはT01がオプション設定されていた。
(以下は電池パックT01の品番である)
- (ATS29002)

(なお、電池パックの種類についてはアドバンストリチウムイオン電池である。2004年当時は税込1575円で販売されていた)
T2101V向けに設計された卓上ホルダT01(ATS39016)は2004年当時、税込1890円で販売されていた。

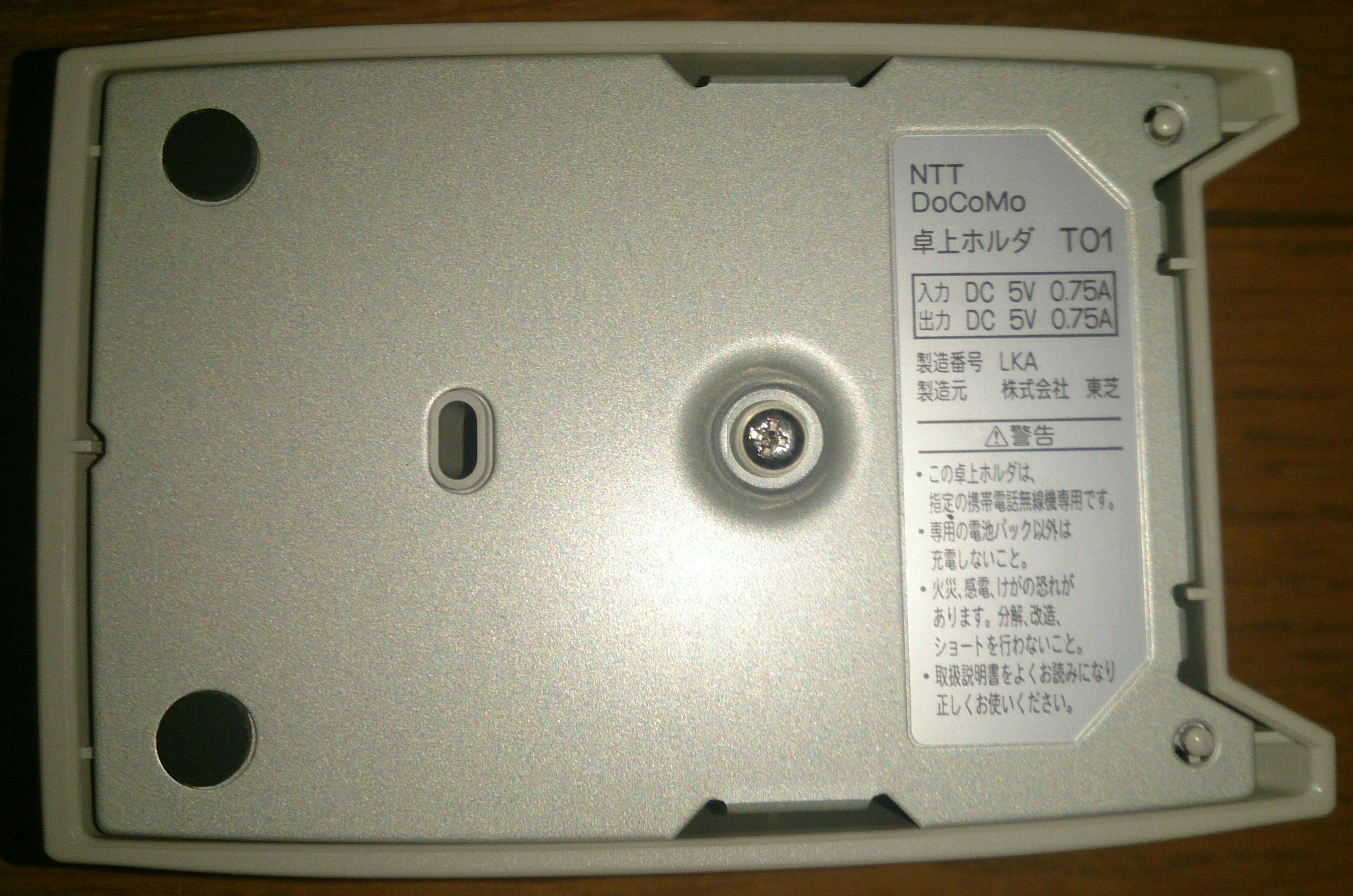
卓上ホルダ裏面

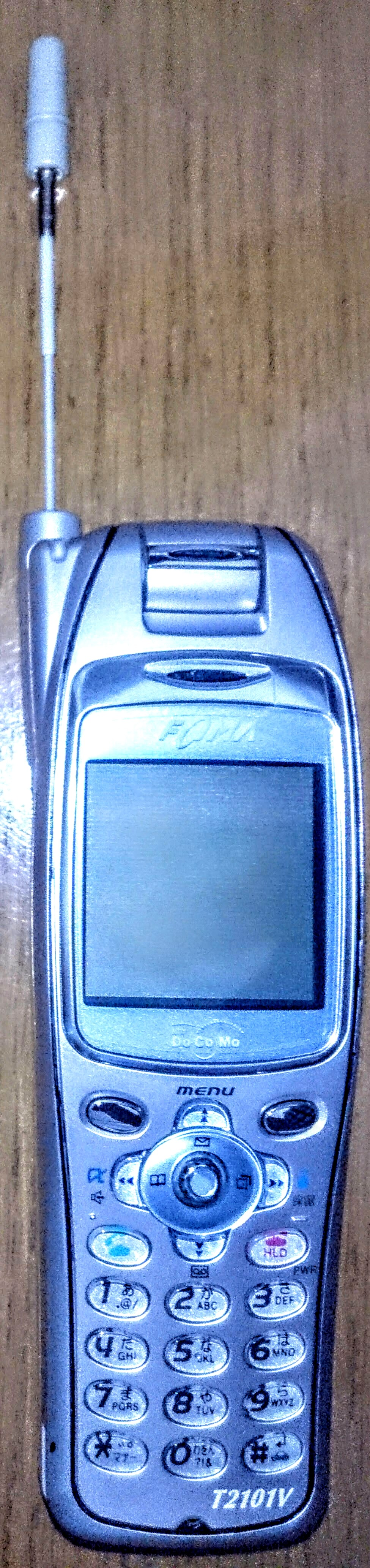
アンテナを伸ばした状態

## 歴史
- 2002年1月30日：東芝技術展にてのちの本端末の原型となるモックアップが出展。
- 2002年5月21日：テレコムエンジニアリングセンター(TELEC)による技術基準適合証明の工事設計認証（工事設計認証番号01XYAA1011）
- 2002年5月30日：電気通信端末機器審査協会 (JATE)通過
- 2002年9月20日：発表
- 2002年9月27日：発売
- 2010年3月31日：電池パックの提供終了。

## 不具合
- 2002年10月18日：省電力画面に切り替わった時に、音声通話及びTV電話、iモードメールの受信に不具合があると発表され、一時的に販売を中止した。同月30日に販売を再開した。参照